# Natalie Portman
Natalie Portman (născută Natalie Hershlag, 9 iunie 1981, Ierusalim, Israel) este o actriță americană de origine israeliană, nominalizată la Premiul Oscar pentru rolul său din pelicula Closer⁠(d) (2004).
În 2011 a câștigat Premiul Oscar pentru cea mai bună actriță într-un rol principal (Black Swan).

## Biografie
S-a născut la 9 iunie 1981 la Ierusalim sub numele Natalie (Nata-li) Hershlag ca unic copil al unei familii de evrei. Tatăl ei, medicul israelian Avner Hershlag, ginecolog specialist în tratamente pentru infertilitate. și-a cunoscut soția, Shelley Stevens, în timpul studiilor la universitatea Ohio. Stevens, născută în Cincinnati Ohio, originară dintr-o familie ajunsă în SUA din Austria și Rusia, și îndeplinește în prezent funcția de manager al fiicei ei. Bunicii lui Natalie din partea tatălui, Mania (născută Portman) și Zvi Yehuda Hershlag, erau evrei imigrați în Israel. Zvi, născut în Polonia în 1914, a emigrat în 1938 în Palestina Mandatară unde a devenit profesor de economie; părinții lui au murit în lagărul de concentrare de la Auschwitz. Una din străbunicile lui Natalie din partea tatălui s-a născut în România și a fost spioană pentru serviciile de informații britanice⁠(d) în timpul celui de al Doilea Război Mondial.
Părinții lui Portman s-au cunoscut la un centru studențesc⁠(d) evreiesc de la Universitatea Statului Ohio⁠(d), unde mama ei vindea bilete. Au corespondat după ce tatăl ei s-a întors în Israel și s-au căsătorit când mama ei a venit în Israel în vizită câțiva ani mai târziu. În 1984, când Portman avea trei ani, familia s-a mutat în Statele Unite, unde tatăl ei a studiat medicina. Mai întâi au locuit în Maryland (în vreme ce tatăl se perfecționa la universitatea George Washington din Washington, D.C., apoi la New Haven, Connecticut unde a urmat, între altele, cursuri la o școală evreiască și lecții de dans, Long Island, New York. Numele Portman, pe care l-a adoptat începând de la vârsta de 12 ani, era de fapt numele de fată al bunicii ei paterne.
Primul său rol l-a avut în 1994, în filmul franțuzesc Léon. Rolul care a făcut-o celebră a fost cel interpretat în trilogia Star Wars. Înainte de acesta, a mai jucat în Beautiful Girls și Anywhere but Here. În timpul filmărilor pentru Star Wars a studiat psihologia la Universitatea Harvard. În 2005 a fost nominalizată pentru prima oară la Premiile Golden Globe, premiu pe care l-a și câștigat, cu producția Closer. Pentru rolul din filmul V for Vendetta a trebuit să se radă în cap. A jucat rolurile principale în dramele istorice Goya's Ghosts (2006) și The Other Boleyn Girl (2008). În mai 2008 a fost cel mai tânăr membru al juriului Festivalului de Film de la Cannes. Debutul său regizoral, Eve, a deschis cea de-a 65-a ediție a Festivalului Internațional de Film de la Veneția. În 2011, Natalie Portman a câștigat Globul de Aur pentru Cea mai bună actriță într-un rol principal pentru lungmetrajul Black Swan, acolo unde interpretează rolul unei balerine. În timpul filmărilor l-a cunoscut și s-a îndrăgostit de coregraful Benjamin Millepied, cu care s-a logodit și cu care are 2 copii unul născut în 2017.

## Filmografie
- 1994 Léon (Léon: The Professional), regia Luc Besson
- 1994 Developing (Developing), regia Marya Cohn
- 1995 Obsesia (Heat), regia Michael Mann
- 1996 Beautiful Girls⁠(d)
- 1996 Everyone Says I Love You⁠(d)
- 1996 Atacul marțienilor! (Mars Attacks!), regia Tim Burton
- 1999 Războiul stelelor - Episodul I: Amenințarea fantomei (Star Wars Episode I: The Phantom Menace), regia George Lucas
- 1999 Anywhere but Here⁠(d)
- 2000 Where the Heart Is⁠(d)
- 2001 Zoolander⁠(d)
- 2002 Războiul stelelor – Episodul II: Atacul clonelor (Star Wars Episode II: Attack of the Clones), regia George Lucas
- 2003 Cold Mountain, regia Anthony Minghella
- 2004 Garden State⁠(d)
- 2004 Ispita (Closer), regia Mike Nichols
- 2005 Star Wars Episode III: Revenge of the Sith
- 2005 Free Zone⁠(d)
- 2006 V de la Vendetta (V for Vendetta), regia James McTeigue
- 2006 Orașul iubirii (Paris, je t'aime), regia Olivier Assayas
- 2006 Goya's Ghosts⁠(d)
- 2007 My Blueberry Nights (My Blueberry Nights), regia Wong Kar Way
- 2007 Un tren numit Darjeeling (The Darjeeling Limited), regia Wes Anderson
- 2007 Hotel Chevalier⁠(d)
- 2007 Mr. Magorium's Wonder Emporium⁠(d)
- 2008 The Other Boleyn Girl⁠(d)
- 2009 The Other Woman⁠(d)
- 2009 New York, I Love You⁠(d)
- 2009 Brothers⁠(d)
- 2010 Hesher⁠(d)
- 2010 Lebăda neagră (Black Swan), regia Darren Aronofsky
- 2011 No Strings Attached⁠(d)
- 2011 Your Highness⁠(d)
- 2011 Thor
- 2013 Thor: Întunericul (Thor: The Dark World), regia Alan Taylor
- 2016 Jane Got a Gun, regia Gavin O'Connor
- 2016 Jackie, regia Pablo Larraín
- 2016 Planetarium, regia Rebecca Zlotowski
- 2017 Song to Song, regia Terrence Malick
- 2018 Annientamento (Annihilation), regia Alex Garland
- 2018 Vox Lux, regia Brady Corbet
- 2018 La mia vita con John F. Donovan (The Death and Life of John F. Donovan), regia Xavier Dolan
- 2019 Lucy in the Sky, regia Noah Hawley
- 2019 Răzbunătorii: Sfârșitul jocului (Avengers: Endgame), regia Anthony e Joe Russo : cameo
- 2022 Thor: Iubire și Tunete (Thor: Love and Thunder), regia Taika Waititi
- 2023 May December, regia Todd Haynes